# ارنست لگووه
ارنست لِـگووه (فرانسوی: Ernest Legouvé‎؛ ‏ ۱۴ فوریهٔ ۱۸۰۷ – ۱۴ مارس ۱۹۰۳) شاعر، نمایشنامه‌نویس، فیلم‌نامه‌نویس، نویسنده و منتقد هنری اهل فرانسه بود.
از فیلم‌هایی که وی در آن‌ها نقش داشته‌است، می‌توان به وجوه عشق اشاره نمود.
وی همچنین برندهٔ جوایزی همچون ۳ نشان لژیون دونور شده‌است.